# Replicas (film)
Replicas è un film del 2018, diretto da Jeffrey Nachmanoff.
Pellicola di fantascienza sceneggiata da Chad St. John, tratta da un racconto di Stephen Hamel, con protagonisti Keanu Reeves, Alice Eve e Thomas Middleditch.

## Trama
William Foster ed Ed Whittle sono ricercatori biomedici che lavorano per la Bionyne Corporation a Porto Rico, nel tentativo di trasferire la mente di un soldato morto in un androide con forza sovrumana, nome in codice Soggetto 345. Foster è specializzato in biologia sintetica e nella mappatura dei percorsi neurali della mente, mentre la specialità di Whittle è la clonazione umana. Foster cattura con successo la mappa neurale del soldato e la trasferisce nel cervello sintetico dell'androide, ma l'esperimento fallisce quando il soldato si ribella al proprio corpo androide e lo distrugge, uccidendosi nuovamente. Jones, il boss di Foster, lo avverte che se non riesce a far funzionare il soggetto 345, gli azionisti dell'azienda chiuderanno il progetto.
Foster parte con sua moglie Mona e i suoi tre figli Sophie, Matt e Zoe, per un viaggio in barca, ma rimangono coinvolti in un incidente d'auto e muoiono tutti tranne William che, deciso a resuscitarli, convince Ed a portargli le attrezzature Bionyne necessarie per estrarre le mappe neurali della sua famiglia e clonare i corpi sostitutivi per loro. Estrae con successo le loro mappe neurali e chiede a Whittle di smaltire i corpi, ma si presenta il primo grande ostacolo del suo piano: sono disponibili solo tre capsule di clonazione, costringendolo a scegliere una persona della famiglia da sacrificare. Grazie a un sofferto sorteggio grazie al quale viene estratto il nome di Zoe, la più giovane, ne cancella la memoria dalle mappe neurali delle altre tre. Whittle inizia il ciclo di 17 giorni necessario per creare cloni sostitutivi maturi per la famiglia di Foster, e gli dice che ha solo quel tempo per risolvere il problema dell'integrazione delle mappe neurali nei corpi clonati, altrimenti cominceranno a deteriorarsi con l'invecchiamento ad un ritmo anormalmente veloce. L'integrazione della mente in un clone biologico è stata la seconda fase del progetto di ricerca, da risolvere dopo il trasferimento androide. Foster è costretto a mantenere questo segreto, dal momento che lui e Whittle hanno rubato milioni di dollari di apparecchiature Bionyne e sono andati contro la bioetica. William passa i 17 giorni a rimuovere le prove dell'esistenza di Zoe dalla sua casa e a raccontare storie su una malattia per spiegare l'assenza della sua famiglia dal lavoro, dalla scuola e dai social media.
Quando Foster si accorge che il sistema nervoso centrale della moglie reagisce al suo tocco, si rende conto che il soggetto 345 ha fallito perché la mente si aspetta una connessione a un corpo biologico con battito cardiaco e respirazione, anziché a uno sintetico. Egli sa ora che il trasferimento nei cloni non sarà un problema e il fallimento del trasferimento androide può essere risolto programmando un'interfaccia mente-corpo simulata per far apparire il corpo androide biologico. Egli trasferisce con successo le menti dei suoi cari nei corpi clonati, poi torna a lavorare creando un'interfaccia mente-corpo sintetica. Quando il successivo corpo morto che riceve ha subito troppi danni cerebrali per essere vitale, Foster ricorre alla registrazione della propria mente per il trasferimento androide. Nel frattempo, Sophie ha un incubo della morte di sua madre, Foster prende Sophie cancellando l'evento dalla sua memoria ma Mona lo scopre. A questo punto egli le confessa che sono morti in un incidente d'auto e che li ha resuscitati. La famiglia scopre presto le prove dell'esistenza di Zoe, così Foster ammette che non è riuscito a salvarla e ha cancellato i ricordi di lei dalla loro mente.
Jones affronta Foster e rivela che egli è consapevole di ciò che Foster e Whittle hanno fatto. Gli racconta che la ricerca non è in realtà destinata a scopi medici, ma è stata finanziata dal governo per fornire un'arma militare, quindi la famiglia di Foster è una cosa in sospeso da eliminare. Foster distrugge l'interfaccia mente-corpo, mette al tappeto Jones e, infine, fugge, cercando di scappare in barca. Gli scagnozzi di Jones catturano la famiglia di Foster. William li insegue fino alla Bionyne, dove è chiaro che Whittle si era fatto scoprire perché non aveva avuto il coraggio di disfarsi dei corpi morti nell'incidente. Jones uccide Whittle e costringe Foster a finire il soggetto 345. 
A questo punto Foster carica la propria mente nel soggetto 345, che uccide gli scagnozzi e ferisce mortalmente Jones. Prima che egli muoia, i due Foster fanno un accordo con lui: può vivere in un corpo clonato e diventare ricco lavorando con Foster-345, vendendo cloni a persone facoltose in cerca di una seconda vita. Nel frattempo, Foster è in grado di ritirarsi in pace con la sua famiglia, compresa la nuova clonata Zoe.

## Produzione
Riverstone Pictures e Remstar Studios co-finanziarono il film, che fu prodotto da Lorenzo di Bonaventura e Stephen Hamel. I produttori esecutivi includono James Dodson, Clark Peterson, Maxime Remillard, Bill Johnson, Jim Seibel, Nik Bower, Erik Howsan, Walter Josten, Ara Keshishian e Deepak Noyar.
Le riprese del film iniziarono il 10 agosto 2016 a Porto Rico.

## Distribuzione
Il film fu venduto a Entertainment Studios per 4 milioni di dollari, dopo una proiezione privata al Toronto International Film Festival del 2017. Lo studio spese 10.5 milioni di dollari per pubblicizzare il film.
Il film è stato presentato al Night Visions International Film Festival in Finlandia nel novembre 2018, e fu distribuito nei cinema statunitensi l'11 gennaio 2019.

## Accoglienza
Il film ha ricevuto recensioni molto negative dalla critica, soprattutto riguardo alla sceneggiatura, agli errori nella trama e alla recitazione, risultando anche un flop commerciale.

### Incassi
Replicas incassò 4 milioni di dollari negli Stati Uniti e in Canada, e 4.1 milioni globalmente, per un totale di 8.1 milioni, contro un budget di $30 milioni.

### Critica
Sull'aggregatore di recensioni Rotten Tomatoes, il film ha ricevuto un'approvazione del 10%, basato su 50 recensioni, con una media di 3.07/10. Su Metacritic, il film ha ricevuto un punteggio di 19 su 100, basato su 15 critiche.